# PEAR
Pear (anglicky PHP Extension and Application Repository) je v informatice je repozitář kódu pro PHP. Stig S. Bakken založil PEAR projekt v roce 1999 na podporu znovupoužití kódu, který provádí běžně používané funkce. Cílem projektu je poskytnout strukturovanou knihovnu, udržovat systém pro distribuci zdrojového kódu, kód pro správu balíčků a prosazovat standard styl zápisu kódu. PEAR projekt má komunitně řízenou skupinu, která slouží jako řídící orgán a stará se o administrativní úkony. Každý balíček kódu PEAR obsahuje nezávislý projekt pod záštitou PEAR. Má vlastní vývojový tým a dokumentaci.

## PEAR balíčky
PEAR balíčky jsou distribuovány jako gzip archivy. Každý archiv obsahuje zdrojový kód napsaný v PHP, obvykle v objektově-orientovaném stylu. Mnoho PEAR balíčků mohou snadno využít i vývojáři třetích stran prostřednictvím jednoduchého vložení v PHP. S větší elegancí je možné využít manažer PEAR balíčků, který je součástí PHP a umožňuje instalovat jednotlivé balíčky tak, aby jejich funkce byly dostupné jako integrované součásti při programování. Na rozdíl od CPAN (Comprehensive Perl Archive Network), který PEAR použil jako svůj vzor, nemá umístění PEAR balíčku závislost na umístění v balíčkové stromové struktuře. Častěji musí být závislost mezi balíčky explicitně deklarována. Základní třídy PEAR simulují objektově-orientované destruktory a důsledné zacházení s chybami. Existují balíčky pro mnoho základních funkcí PHP, včetně autentizace, cachování, přístup do databáze, šifrování, konfigurace, HTML, XML a webových služeb.
Manažer PEAR balíčků nabízí snadný způsob, jak nainstalovat, odinstalovat nebo upgradovat nové PEAR balíčky nebo PECL rozšíření. Před instalací konkrétního balíčku může také vyzvat uživatele k dodatečné instalaci dalších doplňků ke správné funkci instalovaného balíčku. Manažer PEAR balíčků se spouští v příkazové řádce příkazem pear. Obvykle je dostupný pouze pro správce, který může měnit obsah nainstalovaných balíčků PEAR a PECL na serveru. U PHP nainstalovaném na Linuxu je možné manager používat ihned po instalaci, ale na systémech Microsoft Windows je PEAR manager k dispozici pouze po spuštění dávkového souboru GO-PEAR.BAT.

## PECL
PECL (PHP Extension Community Library) je koncepčně velmi podobný PEAR. PEAR a PECL moduly jsou instalovány prostřednictvím PEAR manageru. PECL obsahuje rozšíření C pro kompilaci do PHP. Jako programy v C fungují PECL rozšíření efektivněji, než PEAR balíčky. PECL obsahuje moduly pro XML-parsování, přístup k dalším databázím, mail-parsování, vkládání Perlu nebo Pythonu v PHP skriptech a kompilaci PHP skriptů. PECL se oddělil od PEAR projektu v říjnu 2003. Původně byl PECL nazýván PEAR Extension Code Library, ale nyní funguje nezávisle na PEAR.